# Miss Limousin
Miss Limousin est un concours de beauté annuel concernant les jeunes femmes de l'ancienne région Limousin (devenue Nouvelle-Aquitaine). Il est qualificatif pour l'élection de Miss France, retransmise en direct sur la chaîne TF1, en décembre, chaque année.
Jusqu'en 2023, aucune Miss Limousin n'a été élue Miss France.
La déléguée régionale pour Miss France est Nadine Preece.

## Histoire
Il n'y a pas eu d'élection en 1998.

## Synthèse des résultats
Note : Toutes les données ne sont pas encore connues.
- 1re dauphine : Sophie Vouzelaud (2006)
- 2e dauphine : Cécilia Perrier (1992)
- 3e dauphine : Angélique Dusservaix (1975), Michèle Viravaud (1977)
- 4e dauphine : Aude Destour (2018)
- Top 12/Top 15 : Florence Bailet (1988), Priscilla Perrault (2000, Miss Marche-Limousin), Chloé Certoux (2008), Justine Posé (2009), Anaïs Berthomier (2017), Léa Graniou (2020)

## Élections locales qualificatives
- Miss Haute-Vienne ;
- Miss Corrèze ;
- Miss Creuse.

## Les Miss
Note : Toutes les données ne sont pas encore connues
| Année | Dénomination         | Nom                  | Âge            | Taille         | Résidence                 | Classement local/régional                                                                               | Classement à Miss France                                                            | Autres                                                                                                  |
| ----- | -------------------- | -------------------- | -------------- | -------------- | ------------------------- | --- | ----------------------------------------------------------------------------------- | --- |
| 1969  | Miss Limousin        | Francoise Rantian    |                |                | Larche                    | |                                                                                     | |
| 1970  | Miss Creuse          | Nicole Gaudron       |                |                | Saint-Agnant-de-Versillat | |                                                                                     | Jeune agricultrice, sujet d'un reportage de l'Institut national de l'audiovisuel (INA)                  |
| 1974  | Miss Limousin        | Angélique Dusservaix |                |                | Limoges                   | |                                                                                     | Participe 3 fois à Miss France (1975, 1976 et 1977)                                                     |
| 1975  | Miss Limousin        | Angélique Dusservaix |                |                | Limoges                   | 3e dauphine de Miss France 1976                                                                         |                                                                                     | Participe 3 fois à Miss France (1975, 1976 et 1977)                                                     |
| 1976  | Miss Haute-Vienne    | Angélique Dusservaix |                |                | Limoges                   | |                                                                                     | Participe 3 fois à Miss France (1975, 1976 et 1977)                                                     |
| 1976  | Miss Creuse          | Dominique Gaumet     |                |                |                           | |                                                                                     | |
| 1976  | Miss Limousin        | Evelyne Guillebaud   |                |                |                           | |                                                                                     | |
| 1977  | Miss Corrèze         | Sylvie Chiquet       |                |                |                           | |                                                                                     | |
| 1977  | Miss Creuse          | Isabelle Panissier   |                |                |                           | |                                                                                     | |
| 1977  | Miss Limousin        | Michèle Viravaud     |                |                |                           | | 3e dauphine de Miss France 1978                                                     | |
| 1977  | Miss Haute-Vienne    | Pascale Fayaud       |                |                |                           | |                                                                                     | Participe 2 fois à Miss France (1978 et 1979)                                                           |
| 1978  | Miss Limousin        | Pascale Fayaud       |                |                |                           | |                                                                                     | Participe 2 fois à Miss France (1978 et 1979)                                                           |
| 1978  | Miss Corrèze         | Catherine Laferte    |                |                |                           | |                                                                                     | Participe 2 fois à Miss France (1979 et 1980)                                                           |
| 1979  | Miss Limousin        | Catherine Laferte    |                |                |                           | |                                                                                     | Participe 2 fois à Miss France (1979 et 1980)                                                           |
| 1986  | Miss Limousin        | Valérie Laurent      |                |                |                           | |                                                                                     | |
| 1987  | Miss Limousin        | Sylvie Loirat        |                |                |                           | |                                                                                     | |
| 1988  | Miss Limousin        | Florence Bailet      |                |                |                           | | Figure parmi les 12 demi-finalistes à l'élection de Miss France 1989                | Prix du mannequin                                                                                       |
| 1989  | Miss Limousin        | Melany Swell         |                |                |                           | |                                                                                     | |
| 1990  | Miss Limousin        | Stéphanie Senelas    |                |                |                           | |                                                                                     | |
| 1991  | Miss Limousin        | Myriam Magron        |                |                |                           | |                                                                                     | |
| 1992  | Miss Limousin        | Cécilia Perrier      | 8 ans          |                | Limoges                   | | 2e dauphine de Miss France 1993                                                     | |
| 1993  | Miss Limousin        | Sandra Dunoyer       |                |                |                           | |                                                                                     | |
| 1994  | Miss Limousin        | Eurydice Coussot     |                |                | Limoges                   | |                                                                                     | |
| 1995  | Miss Limousin        | Sophie Picaud        |                |                |                           | |                                                                                     | |
| 1996  | Miss Limousin        | Stéphanie Leroy      |                |                |                           | |                                                                                     | |
| 1997  | Miss Limousin        | Cécile Chaminade     | 21 ans         | 1,77 m         |                           | |                                                                                     | |
| 1998  | Pas d'élection       | Pas d'élection       | Pas d'élection | Pas d'élection | Pas d'élection            | Pas d'élection                                                                                          | Pas d'élection                                                                      | Pas d'élection                                                                                          |
| 1999  | Miss Marche-Limousin | Lucie Magnonneau     | 20 ans         | 1,75 m         |                           | |                                                                                     | |
| 2000  | Miss Marche-Limousin | Priscilla Perrault   |                |                | Limoges                   | | Figure parmi les 12 demi-finalistes à l'élection de Miss France 2001                | |
| 2001  | Miss Marche-Limousin | Stéphanie Kaczor     | 21 ans         | 1,78 m         |                           | Miss Limoges 2000, Miss Haute-Vienne 2001                                                               |                                                                                     | |
| 2002  | Miss Marche-Limousin | Alexandra Dumitru    |                |                | Le Palais-sur-Vienne      | |                                                                                     | |
| 2003  | Miss Marche-Limousin | Émilie Girodias      |                |                |                           | |                                                                                     | |
| 2004  | Miss Marche-Limousin | Wéronika Lazewski    | 18 ans         | 1,74 m         |                           | |                                                                                     | |
| 2005  | Miss Marche-Limousin | Élodie Dargier       | 20 ans         | 1,77 m         | Saint-Vaury               | |                                                                                     | |
| 2006  | Miss Limousin        | Sophie Vouzelaud     | 19ans          | 1,79 m         | Saint-Junien              | 1re dauphine de Miss Limoges 2006                                                                       | 1re dauphine de Miss France 2007                                                    | Représentante de la France à Miss International 2007, première miss sourde à être classée à Miss France |
| 2007  | Miss Limousin        | Charlotte Brissaud   | 22 ans         | 1,78 m         |                           | |                                                                                     | |
| 2008  | Miss Limousin        | Chloé Certoux        | 18 ans         | 1,79 m         | Limoges                   | | Figure parmi les 12 demi-finalistes à l'élection de Miss France 2009 et termine 11e | Prix des mannequins d’Élodie à l'élection de Miss France 2009                                           |
| 2009  | Miss Limousin        | Justine Posé         | 18 ans         | 1,77 m         | Chameyrat                 | 1re dauphine de Miss Corrèze 2009                                                                       | Figure parmi les 12 demi-finalistes à l'élection de Miss France 2010 et termine 9e  | |
| 2010  | Miss Limousin        | Nellie Valentin      | 24 ans         | 1,72 m         | Brive-la-Gaillarde        | Miss Corrèze 2010                                                                                       |                                                                                     | |
| 2011  | Miss Limousin        | Cindy Letoux         | 18 ans         | 1,75 m         | Limoges                   | |                                                                                     | |
| 2012  | Miss Limousin        | Sandra Longeaud      | 23 ans         | 1,72 m         | Saint-Victor-en-Marche    | |                                                                                     | |
| 2013  | Miss Limousin        | Caroline Dubreuil    | 21 ans         | 1,77 m         | Limoges                   | 1re dauphine de Miss Limousin 2012                                                                      |                                                                                     | |
| 2014  | Miss Limousin        | Léa Froidefond       | 19 ans         | 1,72 m         | Allassac                  | Miss Corrèze 2014                                                                                       |                                                                                     | |
| 2015  | Miss Limousin        | Emma Bourroux        | 19 ans         | 1,80 m         | Saint-Germain-les-Vergnes | Miss Corrèze 2015                                                                                       |                                                                                     | |
| 2016  | Miss Limousin        | Romane Komar         | 18 ans         | 1,75 m         | Feytiat                   | Miss Haute-Vienne 2016                                                                                  |                                                                                     | |
| 2017  | Miss Limousin        | Anaïs Berthomier     | 19 ans         | 1,71 m         | Couzeix                   | Miss Canton de Couzeix 2015, 1re dauphine de Miss Haute-Vienne 2016, 1re dauphine de Miss Limousin 2016 | Figure parmi les 12 demi-finalistes à l'élection de Miss France 2018 et termine 11e | |
| 2018  | Miss Limousin        | Aude Destour         | 24 ans         | 1,76 m         | Limoges                   | Miss Haute-Vienne 2017, 1re dauphine de Miss Limousin 2017                                              | 4e dauphine de Miss France 2019                                                     | Prix de la sympathie à Miss France 2019                                                                 |
| 2019  | Miss Limousin        | Alison Salapic       | 22 ans         | 1,72 m         | Saint-Vaury               | Miss Creuse 2019                                                                                        |                                                                                     | Prix de la sympathie à Miss France 2020                                                                 |
| 2020  | Miss Limousin        | Léa Graniou          | 20 ans         | 1,72 m         | Limoges                   | Miss Haute-Vienne 2019, 1re dauphine de Miss Limousin 2019                                              | Figure parmi les 15 demi-finalistes à l'élection de Miss France 2021 et termine 15e | Prix du costume régional à Miss France 2021                                                             |
| 2021  | Miss Limousin        | Julie Bève           | 23 ans         | 1,71 m         | Meilhards                 | 1re dauphine de Miss Corrèze 2021                                                                       |                                                                                     | Prix de la photogénie à Miss France 2022                                                                |
| 2022  | Miss Limousin        | Salomé Maud (d)      | 23 ans         | 1,74 m         | Limoges                   | 1re dauphine de Miss Haute-Vienne 2017, 1re dauphine de Miss Limousin 2021                              |                                                                                     | |
| 2023  | Miss Limousin        | Agathe Toullieu (d)  | 21 ans         | 1,77 m         | Cosnac                    | 1re dauphine de Miss Corrèze 2023                                                                       |                                                                                     | 2e ex aequo au test de culture générale avec Miss Roussillon                                            |
| 2024  | Miss Limousin        | Emma Grégoire        | 23 ans         | 1,78 m         | Bort-les-Orgues           | Miss Corrèze 2024                                                                                       |                                                                                     | |

### Galerie

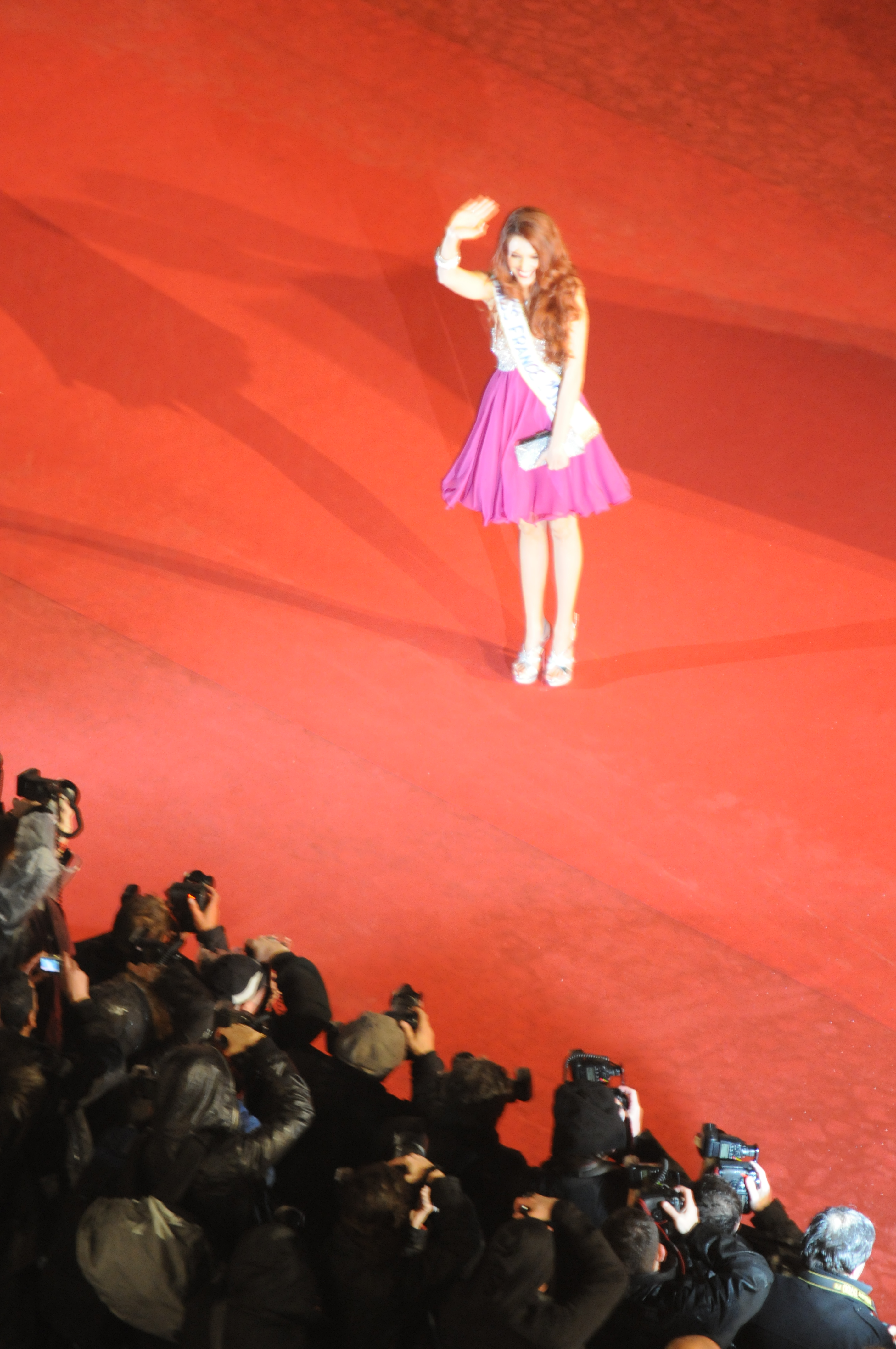
Echarpes en Limousin: Culture Générale x 4 / Sympathie x 3 / Costume régional x 1 / Photogénie x 1

## Palmarès par département depuis 2005
- Haute-Vienne : 2006, 2007, 2008, 2011, 2013, 2016, 2017, 2018, 2020, 2022 (10)
- Corrèze : 2009, 2010, 2014, 2015, 2021, 2023, 2024 (7)
- Creuse : 2005, 2012, 2019 (3)

## Palmarès à l'élection Miss France depuis 2000
- Miss France :
- 1re dauphine : 2007
- 2e dauphine :
- 3e dauphine :
- 4e dauphine : 2019
- 5e dauphine :
- 6e dauphine :
- Top 12 puis 15 : 2001, 2009, 2010, 2018, 2021
- Classement des régions pour les 10 dernières élections (Miss France 2015 à 2024) : 21e sur 30[Note 1].

## À retenir
- Meilleur classement de ces 10 dernières années : Aude Destour, 4e dauphine de Miss France 2019.
- Dernier classement réalisé : Léa Graniou, demi-finaliste à l'élection de Miss France 2021.
- Dernière Miss France : aucune Miss France.